# Oreobates remotus
Espèce
Oreobates remotus est une espèce d'amphibiens de la famille des Craugastoridae.

## Répartition
Cette espèce est endémique du Minas Gerais au Brésil. Elle se rencontre à Januária dans le parc national des Cavernas do Peruaçu.

## Publication originale
- Teixeira, Amaro, Recoder, de Sena & Rodrigues, 2012 : A relict new species of Oreobates (Anura, Strabomantidae) from the seasonally dry tropical forests of Minas Gerais, Brazil, and its implication to the biogeography of the genus and that of South American Dry Forests. Zootaxa, no 3158, p. 37-52.